# Beverly Crusher
Dr. Beverly Crusher parancsnok (sz. Beverly Cheryl Howard) a Star Trek: Az új nemzedék című amerikai sci-fi televíziós sorozat és az ez alapján készült négy mozifilm egyik főszereplője. Alakítója Gates McFadden.
Crusher doktornő az orvosi részleg vezetője a USS Enterprise-D, majd a USS Enterprise-E csillaghajón. Parancsnoki rangot visel, 2365-ben a Starfleet Medical igazgatója volt. Fia, Wesley Crusher szintén a sorozat egyik szereplője. Beverly Crusher a sorozat második évadjában nem szerepelt, a harmadik évadtól azonban Crusher visszatért.

## Szereposztás
Gates McFadden eleinte nem akarta elfogadni Dr. Crusher szerepét, mert egy színházban játszott. A második évadban Crusher doktornő nem szerepelt a sorozatban, a forgatókönyvírók új szereplőt léptettek a helyére, Dr. Katherine Pulaskit, akit Diana Muldaur alakított, a Picard kapitányt alakító Patrick Stewartnak azonban nem tetszett a változás és mindent megtett, hogy visszahozza McFaddent. Sorozatbeli távollétét azzal magyarázták, hogy ebben az évben a Starfleet Medical igazgatója volt. Visszatérése után a szereplő egyénisége jobban kibontakozott, nem félt vitába szállni Picard kapitánnyal.

## Crusher életrajza
Beverly Howard néven született 2324. október 13-án, a Holdon lévő Copernicus Cityben. Szülei halála után nagyanyjával, Felisa Howarddal élt az Arvada III kolónián, mígnem egy holddal való összeütközés árvizeket okozott a bolygón és ki kellett telepíteni. Mikor a gyógyszerek elfogytak, Felisa gyógynövényekkel gyógyította az embereket, innen Beverly érdeklődése a gyógyászat iránt. Az Arvada III evakuálása után a Caldos II-n telepedtek le. Beverly felnőve jelentkezett a Csillagflotta Akadémiára, ahol évfolyamelsőként végzett az Akadémia orvosi egyetemén.
Az Akadémia elvégzése után feleségül ment Jack Crusher hadnagyhoz, aki Picard kapitány hajóján, a USS Stargazeren szolgált. Egy fiuk született, Wesley Crusher. Öt évvel később, 2354-ben Jack meghalt egy balesetben a hajó fedélzetén. Beverly ezt nehezen heverte ki. 
A Star Trek – Az új nemzedék sorozat első epizódjában frissen kerül az Enterprise űrhajóra, és Jack balesete óta ekkor találkozik először Picard kapitánnyal. Nem sokkal később érzelmileg is közel kerülnek egymáshoz, amit bonyolít, hogy Picard bűntudatot érez Jack halála miatt. Bár másoknak, majd végül egymásnak is beismerik érzelmeiket, ennél nem mennek tovább.
Wesley is az Enterprise-on élt anyjával, míg fel nem vették a Csillagflotta Akadémiára. Beverly jó barátságba került a főszereplők mindegyikével. Orvostól szokatlan módon Beverly a flotta parancsnokkiképző programját is elvégezte, és előfordult, hogy ő irányította az Enterprise-t, egyszer csatában is a Borg ellen.
A sorozat utolsó epizódjában, az All Good Things…-ben kiderül, hogy egy alternatív idősíkban Dr. Crusher és Picard kapitány összeházasodtak, majd elváltak, de még mindig szeretik egymást. Itt Crusher a USS Pasteur nevű kórházhajó kapitánya. Az Új nemzedék szereplőiről szóló Star Trek-regények némelyikében Crusher és Picard összeházasodtak és gyerekeik is vannak. (A könyvekben leírtak nem számítanak a „hivatalos” Star Trek-események közé.)